# Ty Robinson
Ty Robinson (Gilbert, 3 maggio 2001) è un giocatore di football americano statunitense che milita nel ruolo di defensive tackle per i Philadelphia Eagles della National Football League (NFL).

## Carriera universitaria
Robinson al college giocò a football a Nebraska dal 2019 al 2024, saltando la stagione 2020 per i rischi connessi alla pandemia di COVID-19. Tra il 2019 al 2023 disputò 47 partite per i Cornhuskers, totalizzando 97 tackle, di cui 14 con perdita di yard, 5 sack, 8 passaggi deviati e un fumble recuperato. Nel 2024 fu inserito nella terza formazione ideale della Big Ten Conference.

## Carriera professionistica

### Philadelphia Eagles
Robinson fu scelto nel corso del quarto giro (111º assoluto) del Draft NFL 2025 dai Philadelphia Eagles.